# Eumops underwoodi
Eumops underwoodi је сисар из реда слепих мишева и фамилије Molossidae.

## Угроженост
Ова врста није угрожена, и наведена је као последња брига јер има широко распрострањење.

## Распрострањење
Ареал врсте покрива средњи број држава. 
Врста има станиште у Никарагви, Костарици, Сједињеним Америчким Државама, Мексику, Гватемали, Хондурасу, Салвадору и Белизеу.

## Станиште
Станишта врсте су шуме и пустиње до 1300 метара надморске висине.